# الكونغرس القاري الثاني
الكونغرس القاري الثاني هو اجتماع لمندوبي اثنتي عشرة مستعمرة بريطانية من أصل ثلاثة عشر مستعمرة انضموا إلى الحرب الثورية الأمريكية. انعقد في 10 مايو 1775 في فيلادلفيا، بنسلفانيا بعد فترة وجيزة من معارك ليكسينغتون وكونكورد ، خلفاً لاجتماع الكونغرس القاري الأول الذي اجتمع في فيلادلفيا في الفترة من 5 سبتمبر إلى 26 أكتوبر 1774. عمل الكونغرس القاري الثاني كحكومة وطنية بحكم الأمر الواقع في بداية الحرب الثورية من خلال رفع الجيوش، وتوجيه الاستراتيجية، وتعيين الدبلوماسيين، والكتابات مثل إعلان أسباب وضرورة حمل السلاح و عريضة غصن الزيتون. في النهاية اعتمد قرار لي الذي أكد استقلال المستعمرات في 2 يوليو 1776 ، ووافق على إعلان الاستقلال بعد يومين.

## التاريخ
اجتمع الكونغرس (حسب الخطة التي قررت في المؤتمر السابق) في 10 مايو سنة 1775 م، كانت فئة المعتدلين فيه تريد تأجيل إعلان الاستقلال، ولكن المؤتمر أقر خطة لتكوين جيش بقيادة جورج واشنطن . ومع ذلك اقترح المؤتمر (التماس غصن الزيتون) الذي أراد المجتمعون بمقتضاه مصالحة بريطانيا . ولكن الملك رفض هذا الاقتراح، ومن ثم قام –المؤتمر فيما بعد – بإعلان الأسباب والدوافع التي أدت بهم إلى حمل السلاح . ومما تجدر ملاحظته هنا بأن المؤتمر لم يكن يسعى نحو إعلان الاستقلال لحظة اجتماعه هذه، وكل ما أرادوه هو العودة إلى أوضاع ما قبل سنة 1763 م.

### الأسباب المباشرة لإعلان الاستقلال
تجدر الملاحظة بأنه كانت هناك اشتباكات عسكرية طيلة السنة السابقة على المؤتمر القاري الثاني، فلماذا إذن تحولت الفكرة من المصالحة مع بريطانيا إلى إعلان الاستقلال عنها؟ إجابة على هذا السؤال تكمن فيما يلي: أولا، لقد انزعج الأمريكيون من استخدام بريطانيا للجنود المرتزقة خصوصا الألمان، الهنود الحمر والعبيد؛ ثانيا، قرار البرلمان بإغلاق المواني الأمريكية إلى حين قبول القوانين الجديدة لم يترك للأمريكيين سوى اللجوء إلى إعلان الاستقلال الذي سيمكنهم من الحصول على مساعدات أجنبية؛ ثالثا، كتابات توماس بين؛ خصوصا (شعور عام) (Common Sense) كانت قد ألهمت عواطف الجماهير، وكان يهاجم فيها الملك جورج مباشرة، ويبين محاسن إعلان الاستقلال . وأخيرا الغالبية العظمى من المؤتمرين في سنة 1775 كانت من الفئة المتطرفة، حيث أن عددا كبيرا من المعتدلين قد استدل بممثلين من هذه الفئة.

### إعلان الاستقلال

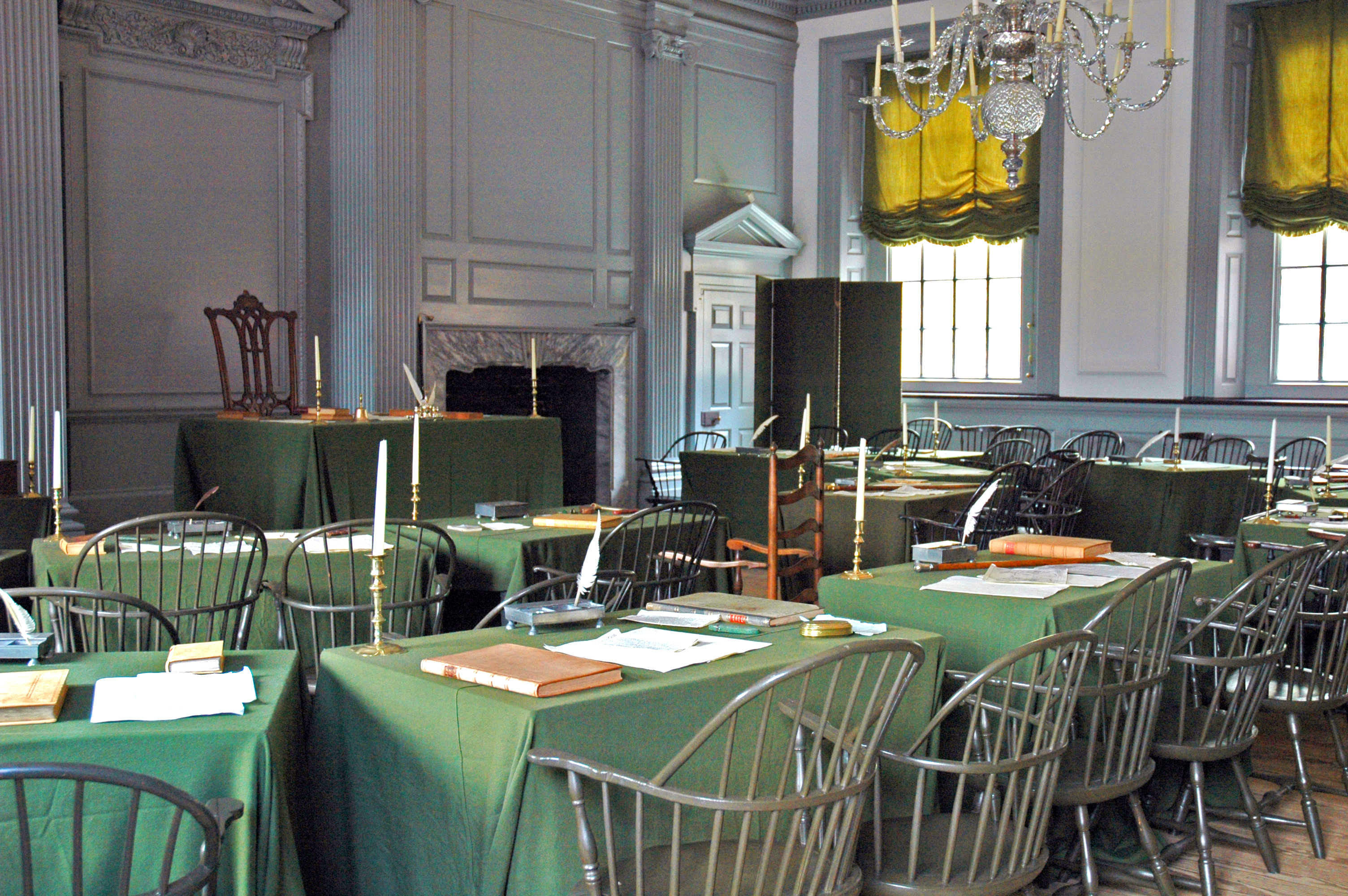
حجرة المجلس في بهو الاستقلال بفلادلفيا، حيث اعتمد الكونغرس القاري الثاني اعلان الاستقلال.

عين الكونجرس القاري لجنة برئاسة (توماس جفرسون) لكتابة إعلان الاستقلال قام الكونجرس بإعلان قرار الاستقلال في الثاني من يوليو، وفي الرابع منه سنة 1776 وافق الكونجرس على هذا القرار الذي بين أسباب فصم العلاقة بين المستعمرات والبلد الأم . كان جفرسون قد قام بكتابة الإعلان، ولكن الكونغرس أخرى عليه بعض التعديلات . وقد أشير في خاتمة هذا الإعلان بأن نظرية (جون لوك) هي الأساس الفكري للثورة، وفي القسم الثاني سرد الإعلان شكاوى المستعمرات ضد الملك جورج الثالث، وفي القسم الأخير أعلن استقلال المستعمرات الثلاث عشرة عن بريطانيا.
صدر هذا الإعلان، قوّى مركز المتطرفين في المستعمرات . وتجدر الإشارة إلى أن السكان كانوا قد انقسموا إلى قسمين : ما سمي (بالوطنيين) (Partiots) الذين آمنوا بضرورة حمل السلاح للدفاع عن الاستقلال، وما سمي (بالمخلصين) (Loyalists) أولئك الذين مازالوا يريدون الوصول إلى طريقة سلمية بالتسوية أو المصالحة مع بريطانيا، وبإعلان ضرورة الكفاح المسلح من أجل الحصول على الاستقلال، فإن فرنسا قد بدأت في إعطاء المساعدة السرية للمستعمرات، وبهذا فإنها ساهمت في إيجاد شرخ في صرح الإمبراطورية البريطانية.

## تواريخ وأماكن انعقاد الجلسات
- 10 مايو 1775 – 12 ديسمبر 1776، فلادلفيا، پنسلڤانيا
- 20 ديسمبر 1776 – 4 مارس 1777، بالتيمور، ماريلاند
- 5 مارس 1777 – 18 سبتمبر 1777، فلادلفيا
- 27 سبتمبر 1777 (ليوم واحد فقط، لانكستر، پنسلڤانيا
- 30 سبتمبر 1777 – 27 يونيو 1778، يورك، پنسلڤانيا
- 2 يوليو 1778 – 1 مارس 1781، فلادلفيا

## قراءات إضافية
- Adams, Willi Paul. The First American Constitutions: Republican Ideology and the Making of the State Constitutions in the Revolutionary Era. U. of North Carolina Press, 1980. ISBN 0-7425-2069-2
- Francis D. Cogliano, Revolutionary America, 1763-1815: A Political History. London: 2000. ISBN 0-415-18057-0
- Worthington C. Ford, et al. ed. Journals of the Continental Congress, 1774–1789. (34 vol., 1904–1937) online edition
- Henderson، H. James (2002) [1974]. Party Politics in the Continental Congress. Rowman & Littlefield. ISBN:0-8191-6525-5.
- Peter Force, ed. American Archives 9 vol 1837-1853, major compilation of documents 1774-1776. online edition
- Kruman, Marc W. Between Authority and Liberty: State Constitution Making in Revolutionary America. U. of North Carolina Pr., 1997. ISBN 0-8078-4797-6
- Maier, Pauline. American Scripture: Making the Declaration of Independence (1998)
- Miller, John C. Triumph of Freedom, 1775-1783 (1948) ISBN 0-313-20779-8
- Montross، Lynn (1970) [1950]. The Reluctant Rebels; the Story of the Continental Congress, 1774–1789. Barnes & Noble. ISBN:0-389-03973-X.
- Rakove, Jack N. The Beginnings of National Politics: An Interpretive History of the Continental Congress. Knopf, 1979. ISBN 0-8018-2864-3

## وصلات خارجية
- النص الكامل لجرائد الكونگرس القاري الثاني 1774–1789
- Letters of Delegates to Congress, 1774-1789
- Interactive Flash Version of John Trumbull's "Declaration of Independence"

| سبقه الكونغرس القاري الأول | المجلس التشريعي الوطني في الولايات المتحدة 10 مايو 1775 – 1 مارس 1781 | تبعه كونغرس الاتحاد |